# سامسونج 500 2009
2009 سامسونج 50 (بالإنجليزية: 2009 Samsung 500) هو السباق السابع في بطولة ناسكار سبرينت لكأس عام 2009. انتهى هذا الحدث في حوالي الساعة 04:25 بتوقيت شرق الولايات المتحدة الأمريكية.
1. 1 2 3  "سباق-مرجع". اطلع عليه بتاريخ 2018-04-25.